# Familie Mergel
De familie Mergel (Engels: Gaunt) is een familie van tovenaars uit de zevendelige boekenreeks van J.K. Rowling over de tovenaar Harry Potter. De zoon van Merope, de dochter uit het gezin, is heer Voldemort.
De familie woont in een bouwvallig krot op een zwaar beboste glooiing boven de stad Havermouth. Op de deur van het huis is een dode slang vastgespijkerd. Binnen zijn drie kleine kamers. De grootste kamer, die als woonkamer en keuken dient, is smerig en armzalig.
Bijna alle gegevens die over de familie bekend zijn komen uit de zogenaamde "hersenpan" van Albus Perkamentus. Bob Klare, werknemer van het Departement van Magische Wetshandhaving op het Ministerie van Toverkunst, heeft een herinnering gedeeld met Perkamentus. In deze herinnering gaat Klare naar het huis van de Mergels om Morfin Mergel, die Dreuzels aangevallen heeft, te dagvaarden.
De familie Mergel is een oude volbloedtovenaarsfamilie die in een slonzig huishouden in Havermouth woont. De familie bestaat uit vader Asmodom, zoon Morfin en een dochter genaamd Merope. De Mergels zijn de laatste overgebleven nakomelingen van Zweinsteins medeoprichter Zalazar Zwadderich. De familieleden spreken, evenals Zalazar Zwadderich, allemaal sisselspraak.
De Mergels waren ooit een rijke familie. Sinds de jaren ’40 staan ze bekend om hun labiele en gewelddadige gedrag. Aangezien Morfin de laatste mannelijke Mergel was, eindigde het geslacht Mergel bij zijn dood.
De Mergels zijn verre verwanten van Harry Potter omdat ze beide nakomelingen van de gebroeders Prosper zijn. De Potters stammen af van Ignotus Prosper en de Mergels van Cadmus Prosper

## Familie Mergel
| Thomas Vilijn | Thomas Vilijn | Thomas Vilijn | Thomas Vilijn | Thomas Vilijn     | Thomas Vilijn     |                   |                   | Mary Vilijn           | Mary Vilijn       | Mary Vilijn | Mary Vilijn | Mary Vilijn   | Mary Vilijn   |               |               | Asmodom Mergel | Asmodom Mergel | Asmodom Mergel | Asmodom Mergel | Asmodom Mergel | Asmodom Mergel |               |               |               |               |
| Thomas Vilijn | Thomas Vilijn | Thomas Vilijn | Thomas Vilijn | Thomas Vilijn     | Thomas Vilijn     |                   |                   | Mary Vilijn           | Mary Vilijn       | Mary Vilijn | Mary Vilijn | Mary Vilijn   | Mary Vilijn   |               |               | Asmodom Mergel | Asmodom Mergel | Asmodom Mergel | Asmodom Mergel | Asmodom Mergel | Asmodom Mergel |               |               |               |               |
|               |               |               |               |                   |                   |                   |                   |                       |                   |             |             |               |               |               |               |                |                |                |                |                |                |               |               |               |               |
|               |               |               |               |                   |                   |                   |                   |                       |                   |             |             |               |               |               |               |                |                |                |                |                |                |               |               |               |               |
|               |               |               |               | Marten Vilijn Sr. | Marten Vilijn Sr. | Marten Vilijn Sr. | Marten Vilijn Sr. | Marten Vilijn Sr.     | Marten Vilijn Sr. |             |             | Merope Mergel | Merope Mergel | Merope Mergel | Merope Mergel | Merope Mergel  | Merope Mergel  |                |                | Morfin Mergel  | Morfin Mergel  | Morfin Mergel | Morfin Mergel | Morfin Mergel | Morfin Mergel |
|               |               |               |               | Marten Vilijn Sr. | Marten Vilijn Sr. | Marten Vilijn Sr. | Marten Vilijn Sr. | Marten Vilijn Sr.     | Marten Vilijn Sr. |             |             | Merope Mergel | Merope Mergel | Merope Mergel | Merope Mergel | Merope Mergel  | Merope Mergel  |                |                | Morfin Mergel  | Morfin Mergel  | Morfin Mergel | Morfin Mergel | Morfin Mergel | Morfin Mergel |
|               |               |               |               |                   |                   |                   |                   |                       |                   |             |             |               |               |               |               |                |                |                |                |                |                |               |               |               |               |
|               |               |               |               |                   |                   |                   |                   | Marten Asmodom Vilijn |                   |             |             |               |               |               |               |                |                |                |                |                |                |               |               |               |               |